# Озек-Суат
Озе́к-Суа́т — село (ранее аул) в составе Нефтекумского района (городского округа) Ставропольского края России.

## Название
«Озек-Суат» переводится с туркменского как «сердцевина воды, травы» («озек» — сердцевина, «су» — вода, «от» — трава) и означает место лошадиного водопоя. В источниках также встречается вариант наименования «Азек-Суат». Кроме того, имеются сведения о двух «народных» названиях аула — «Михаля, по имени ссыльного, обитавшего в тех местах», и «Чагылчи».

## География
Расстояние до краевого центра: 360 км.
Расстояние до районного центра: 34 км.
На левобережье Нефтекумского канала, восточнее села Озек-Суат, расположен одноимённый курган.

## История
Основан в 1869 году (по другим данным — в 1863 или 1870 годах:469). Аул относился к Туркменскому приставству Ставропольской губернии. 
В 1870-м упразднён образованный недалеко от озера Довсун на речке Чограй аул Чограй (Старая Башанта). Он был сожжён калмыками за угон у них туркменами во время авламыка (набега) большого количества овец. Туркмены-соинаджи из Чограя ушли в аул Верхний Озек-Суат и составили его соинджийское население. 
По отчёту приставства за 1880 год, жители Озек-Суата не занимались хлебопашеством, «потому, что отведенная им земля, прилегающая к правому берегу р. Кума, совершенно неудобна к распашке»:478.
Согласно Списку населённых мест Ставропольской губернии в 1909 году в ауле Озек-Суат имелось 250 дворов, проживало 1616 душ обоего пола. В хотоне имелись школа, 2 храма, 3 торговых предприятия, аптека:156.
23 июля 1953 года из скважины № 1 месторождения Озек-Суат на Затеречной равнине была получена первая промышленная нефть Ставропольского края.
До 1 мая 2017 года село было административным центром упразднённого Озек-Суатского сельсовета.

## Население
| 1872  | 1896  | 1897  | 1900  | 1902  | 1903  | 1907  |
| ----- | ----- | ----- | ----- | ----- | ----- | ----- |
| 1547  | ↘1429 | ↗1828 | ↘1154 | ↗2211 | →2211 | ↘1607 |
| 1909  | 1989  | 2002  | 2010  | 2014  | 2021  |       |
| ↗1616 | ↗2019 | ↗2265 | ↘2198 | ↘1900 | ↘1891 |       |

Национальный состав
72 % населения — туркмены (2002 год).

## Инфраструктура
- Социально-культурное объединение[18]
- Детский сад № 11 «Ковылёк»[19]
- Средняя общеобразовательная школа № 7. Открыта 5 октября 1907 года[20]

## Экономика
В современное время в окрестностях Озек-Суат добывается около 1 млн тонн нефти в год. Во времена СССР эта отметка достигала 7 млн тонн в год.

## Религия
- Мечеть[21]

## Кладбища
В границах села расположены два общественных открытых кладбища общей площадью 44 996 м² и два вероисповедальных открытых кладбища общей площадью 79 536 м².